# Bart Volkerijk
Bart Volkerijk is een voormalig Nederlands honkballer.
Hij heeft van 1974 tot 1996 voor hoofdklasser ADO gespeeld als pitcher en slagman. In deze eenentwintig hoofdklasseseizoenen was Volkerijk lang recordhouder. Hij stond op de heuvel in een recordaantal van 332 wedstrijden. Hij schakelde 1948 slagmensen uit op drieslag en won 150 wedstrijden. Beide records werden verbroken in respectievelijk 2012 en 2018 door Rob Cordemans. Bart Volkerijk is de zoon van de in 1993 overleden honkbalcoach, de naamgever van het Leen Volkerijk Stadion in Den Haag, en is sinds 2016 algemeen directeur van de Koninklijke Nederlandse Baseball en Softball Bond (KNBSB).
Frank Bos · 
Robert Eenhoorn · 
Rikkert Faneyte · 
Bill Groot · 
Gerlach Halderman · 
Jacky Jakoba · 
Marcel Joost · 
Ronald Stoovelaar · 
Thijs Vervaat · 
Bart Volkerijk · 
Eric de Vries · 
Haitze de Vries